# نوفمبر 2010
نوفمبر 2010 هو الشهر الحادي عشر من عام 2010. بدأ الشهر يوم الاثنين، وانتهى يوم الثلاثاء بعد 30 يومًا.

## بوابة:أحداث جارية
| \| 1 نوفمبر 2010 (الإثنين) \| عدل \| تاريخ \| راقب \| تصفح \| |     |       |      |      |
| - فوز مرشحة حزب العمال البرازيلي الحاكم ديلما روسيف (في الصورة) بمنصب الرئيس في جولة الإعادة من الانتخابات لتخلف الرئيس المنتهية ولايته لويس إيناسيو لولا دا سيلفا، وتكون بذلك أول امرأة تتولى الرئاسة في البرازيل. (بي بي سي) - بابا الفاتيكان بينيدكتوس السادس عشر يدين مقتل مدنيين عزل في العراق كانو داخل كنيسة في هجوم أسفر أيضًا عن اصابة عدد آخر تبناه تنظيم القاعدة. (بي بي سي) - حزب العمال الكردستاني ينفي مسؤوليته عن الهجوم الذي وقع في ميدان تقسيم بإسطنبول. (رويترز) |     |       |      |      |
| 1 نوفمبر 2010 (الإثنين) | عدل | تاريخ | راقب | تصفح |

| 1 نوفمبر 2010 (الإثنين) | عدل | تاريخ | راقب | تصفح |

| \| 2 نوفمبر 2010 (الثلاثاء) \| عدل \| تاريخ \| راقب \| تصفح \| |     |       |      |      |
| - سلسلة تفجيرات متزامنة تهز مناطق متعددة في العاصمة العراقية بغداد تؤدي إلى مقتل 57 شخصًا وإصابة 248 آخرين. (بي بي سي) - الناخبون الأمريكيون يبدأون التصويت في انتخابات التجديد النصفي لمجلسي النواب والشيوخ، وتشير استطلاعات الرأي إلى احتمال خسارة الديمقراطيين الأغلبية التي يتمتعون بها في مجلس النواب. (بي بي سي) - محكمة أمن الدولة اليمنية توجه تهمة الإنتماء لتنظيم القاعدة والتحريض على قتل الأجانب للأمريكي من أصل يمني أنور العولقي (في الصورة). (الجزيرة) - الشرطة اليونانية تفكك طرودًا ملغومة في سفارات أجنبية في العاصمة أثينا، حيث قامت بتفجير طرد موجه إلى سفارة روسيا عبر البريد، وآخر كان موجهًا إلى سفارة بلغاريا، كما عثر على طرد مشبوه في سفارة تشيلي، كما ألقى أحد المارة مادة على سفارة سويسرا أدت إلى حدوث انفجار صغير أصاب موظفًا بجروح بسيطة، كما قامت الشرطة باعتراض طرد كان سيسلم بالبريد إلى البرلمان وفجرته خارج المبنى، كما فجرت طردًا آخر خارج شركة بريد. (الجزيرة) |     |       |      |      |
| 2 نوفمبر 2010 (الثلاثاء) | عدل | تاريخ | راقب | تصفح |

| 2 نوفمبر 2010 (الثلاثاء) | عدل | تاريخ | راقب | تصفح |

| \| 3 نوفمبر 2010 (الأربعاء) \| عدل \| تاريخ \| راقب \| تصفح \| |     |       |      |      |
| - انفجار سيارة مدنية بالقرب من مقر قيادة الشرطة الفلسطينية في قطاع غزة يؤدي إلى مقتل ناشط في جماعة جيش الإسلام وجرح اثنان من المارة، ووزارة الداخلية في الحكومة المقالة التي ترأسها حركة حماس تتهم إسرائيل بالوقوف وراء الانفجار وتقول إنه ناتج عن غارة. (بي بي سي) - الحزب الجمهوري يحصل على الأغلبية في مجلس النواب الأمريكي ويحقق مكاسب في مجلس الشيوخ في انتخابات التجديد النصفي للمجلسين، والرئيس الأمريكي باراك أوباما (في الصورة) يتصل بالزعيم الجمهوري جون بونر المرجح توليه رئاسة مجلس النواب ويبلغه بأنه يأمل في التوصل إلى أرضية للتفاهم معهم. (رويترز) - مجلس النواب العراقي يقرر الانعقاد يوم 8 نوفمبر القادم لانتخاب رئيس جديد له في خطوة قد تؤدي إلى انتخاب رئيس الجمهورية ورئيس الوزراء. (رويترز) |     |       |      |      |
| 3 نوفمبر 2010 (الأربعاء) | عدل | تاريخ | راقب | تصفح |

| 3 نوفمبر 2010 (الأربعاء) | عدل | تاريخ | راقب | تصفح |

| \| 5 نوفمبر 2010 (الجمعة) \| عدل \| تاريخ \| راقب \| تصفح \| |     |       |      |      |
| - رئيس السن في مجلس النواب العراقي فؤاد معصوم يعلن تأجيل جلسة البرلمان المقررة في 8 نوفمبر المقبل إلى 11 منه وذلك بعد أن تم التوافق مع مختلف الكتل البرلمانية وذلك بعد دعوة التحالف الوطني الكردستاني إلى تأجيلها وإعلان القائمة العراقية أن موقفها يتجه نحو مقاطعتها. (الجزيرة) - تفجير انتحاري بواسطة حزام ناسف داخل مسجد في شمال غربي باكستان أثناء أداء صلاة الجمعة يؤدي إلى مقتل أكثر من 40 مصليًا وإصابة أكثر من 70 آخرين بجروح. (بي بي سي) - ثوران بركان ميرابي في إندونيسيا يؤدي إلى مقتل ما لا يقل عن 58 شخصًا وإصابة العشرات بجروح. (بي بي سي) |     |       |      |      |
| 5 نوفمبر 2010 (الجمعة) | عدل | تاريخ | راقب | تصفح |

| 5 نوفمبر 2010 (الجمعة) | عدل | تاريخ | راقب | تصفح |

| \| 7 نوفمبر 2010 (الأحد) \| عدل \| تاريخ \| راقب \| تصفح \| |     |       |      |      |
| - وزير الخارجية الإيراني منوشهر متكي يقول إن المفاوضات بين بلاده من جهة والدول الغربية من جهة أخرى حول البرنامج النووي يمكن استئنافها في تركيا في غضون أيام. (بي بي سي) - وزير الخارجية الفرنسي برنار كوشنار يقول إن لبنان لا يستطيع وقف تعاونه مع المحكمة الدولية المكلفة بالتحقيق في جريمة اغتيال رفيق الحريري. (بي بي سي) - الناخبون في بورما يتوجهون إلى صناديق الاقتراع للإدلاء بأصواتهم في أول انتخابات منذ عشرين عامًا وذلك في ظل الحكم العسكري وعدم مشاركة زعيمة المعارضة أون سان سو تشي (في الصورة)، ووزيرة الخارجية الأمريكية هيلاري كلينتون تصف الانتخابات بالمزورة وبأنها تسلط الضوء على انتهاكات المجلس العسكري الحاكم. (بي بي سي) |     |       |      |      |
| 7 نوفمبر 2010 (الأحد) | عدل | تاريخ | راقب | تصفح |

| 7 نوفمبر 2010 (الأحد) | عدل | تاريخ | راقب | تصفح |

| \| 8 نوفمبر 2010 (الإثنين) \| عدل \| تاريخ \| راقب \| تصفح \| |     |       |      |      |
| - السياسيون العراقيون يجتمعون في أربيل لإنهاء أزمة تشكيل الحكومة وذلك بدعوة من رئيس إقليم كردستان العراق مسعود برزاني (في الصورة). (رويترز) - وزير الخارجية اليمني أبو بكر القربي يقول إن بلاده تحتاج إلى المزيد من المساعدات من حلفائها لمحاربة القاعدة وذلك بعد أيام من إعلان التنظيم مسؤوليته عن إرسال طردين ملغومين جوًا إلى الولايات المتحدة. (رويترز) |     |       |      |      |
| 8 نوفمبر 2010 (الإثنين) | عدل | تاريخ | راقب | تصفح |

| 8 نوفمبر 2010 (الإثنين) | عدل | تاريخ | راقب | تصفح |

| \| 9 نوفمبر 2010 (الثلاثاء) \| عدل \| تاريخ \| راقب \| تصفح \| |     |       |      |      |
| - الناخبون الأردنيون يتوجهون لصناديق الاقتراع لانتخاب أعضاء مجلس النواب في انتخابات مبكرة بعد أن حل الملك عبد الله الثاني بن الحسين مجلس النواب السابق قبل عام. (العربية) - كبير المفاوضين الفلسطينيين صائب عريقات يدعو للرد على خطط إسرائيل ببناء بيوت في الأراضي الفلسطينية المحتلة باعتراف دولي بدولة فلسطين. (رويترز) - حزب اتحاد التضامن والتنمية المدعوم من المجلس العسكري الحاكم في بورما يعلن فوزه في الانتخابات البرلمانية بعد حصوله على 80% من أصوات الناخبين. (الجزيرة) |     |       |      |      |
| 9 نوفمبر 2010 (الثلاثاء) | عدل | تاريخ | راقب | تصفح |

| 9 نوفمبر 2010 (الثلاثاء) | عدل | تاريخ | راقب | تصفح |

| \| 10 نوفمبر 2010 (الأربعاء) \| عدل \| تاريخ \| راقب \| تصفح \| |     |       |      |      |
| - مقتل ستة أشخاص وجرح 43 في هجمات أغلبها بعبوات ناسفة استهدفت مناطق مختلفة من بغداد يتركز بها المسيحيون. (بي بي سي) - الرئيس المصري محمد حسني مبارك (في الصورة) يقول أمام الهيئة العليا للحزب الوطني الحاكم إنه يتطلع لإجراء انتخابات تشريعية حرة ونزيهة تحت إشراف اللجنة العليا للانتخابات ومراقبة المجتمع المدني المصري وعلى نحو يتيح الفرصة لمشاركة شعبية واسعة، ويتعهد بتحقيق ذلك. (الجزيرة) - رئيس الوزراء الإسرائيلي بنيامين نتنياهو يرفض الانتقادات الدولية لمشاريع بناء استيطانية جديدة في القدس الشرقية معتبرًا أن القدس هي عاصمة إسرائيل وليست مستوطنة. (الجزيرة) - الإعلان عن النتائج النهائية لانتخابات مجلس النواب الأردني والتي شارك بها 53% من الناخبين، وكانت النتيجة فوز كبير للمستقلين وخسارة لقيادات تقليدية، ودخول 13 امرأة إلى البرلمان، 12 منهن عن طريق نظام الكوتة بالإضافة إلى نائبة فازت عن طريق التنافس الحر. (العربية) |     |       |      |      |
| 10 نوفمبر 2010 (الأربعاء) | عدل | تاريخ | راقب | تصفح |

| 10 نوفمبر 2010 (الأربعاء) | عدل | تاريخ | راقب | تصفح |

| \| 11 نوفمبر 2010 (الخميس) \| عدل \| تاريخ \| راقب \| تصفح \| |     |       |      |      |
| - مجلس النواب العراقي ينتخب جلال طالباني (في الصورة) رئيسًا لفترة رئاسية ثانية على الرغم من انسحاب قادة القائمة العراقية من الجلسة احتجاجًا على عدم إلغاء قانون اجتثاث البعث قبل التصويت على مرشح منصب رئيس الجمهورية، وقد قام الرئيس طالباني بعد انتخابه وأدائه اليمين القانونية بتكليف رئيس الوزراء المنتهية ولايته نوري المالكي بتشكيل الحكومة الجديدة، وقبل ذلك انتخب المجلس النائب أسامة النجيفي رئيسًا له. (بي بي سي) - أمين عام حزب الله حسن نصر الله يهدد بقطع اليد التي ستمتد إلى أي من عناصر الحزب لتوقيفهم في قضية اغتيال رئيس الحكومة السابق رفيق الحريري. (العربية) - وزير الخارجية الإسرائيلي أفيجدور ليبرمان يقول إنه لا إمكانية للتوصل إلى اتفاق للسلام مع سوريا ما دام الرئيس بشار الأسد في السلطة. (العربية) - أمين السياسات في الحزب الوطني الديمقراطي بمصر جمال مبارك يقول إنه لا يعلم شيءًا عن الحملات الإعلامية التي تدعم ترشيحه لانتخابات الرئاسة المقبلة، ويؤكد أن إعلان المرشح الرئاسي للحزب يتم وفق نظم وقواعد، وإن اسم المرشح سيعلن عنه في التوقيت الملائم. (العربية) |     |       |      |      |
| 11 نوفمبر 2010 (الخميس) | عدل | تاريخ | راقب | تصفح |

| 11 نوفمبر 2010 (الخميس) | عدل | تاريخ | راقب | تصفح |

| \| 12 نوفمبر 2010 (الجمعة) \| عدل \| تاريخ \| راقب \| تصفح \| |     |       |      |      |
| - رئيس الوزراء العراقي الأسبق إياد علاوي (في الصورة) يؤكد بأنه سيرفض أي منصب حكومي يعرض عليه، ويتهم الكتل السياسية الأخرى بالإخلال باتفاق تقاسم السلطة عبر طرح انتخاب رئيس الجمهورية في البرلمان قبل تقديم نقاط كان قد جرى الاتفاق عليها لتعزيز المصالحة.-(سي إن إن) - رئيسة الشؤون الخارجية في الاتحاد الأوروبي كاترين أشتون تعرض عقد لقاء مطلع الشهر المقبل مع مسؤولين إيرانيين للتباحث في ملفها النووي الذي تشعر العواصم الغربية بالقلق الشديد حياله.-(سي إن إن) |     |       |      |      |
| 12 نوفمبر 2010 (الجمعة) | عدل | تاريخ | راقب | تصفح |

| 12 نوفمبر 2010 (الجمعة) | عدل | تاريخ | راقب | تصفح |

| \| 13 نوفمبر 2010 (السبت) \| عدل \| تاريخ \| راقب \| تصفح \| |     |       |      |      |
| - نائب رئيس السودان رئيس حكومة الجنوب سيلفا كير (في الصورة) يقول إن حكومته لن تقبل المساومة بترسيم الحدود بين الشمال والجنوب مقابل إجراء الاستفتاء على مصير الجنوب، ويقول إنه طالما أن التعداد السكاني والانتخابات لم يتأثرا بترسيم الحدود بين الشمال والجنوب فإنه لابد من إجراء الاستفتاء في موعده حتى وإن لم ترسم الحدود. (الجزيرة) - السلطات البورمية تفرج عن المعارضة أون سان سو تشي بعد 18 شهرًا من الإقامة الجبرية داخل منزلها، وسو تشي تدعو المعارضة للوحدة. (الجزيرة) |     |       |      |      |
| 13 نوفمبر 2010 (السبت) | عدل | تاريخ | راقب | تصفح |

| 13 نوفمبر 2010 (السبت) | عدل | تاريخ | راقب | تصفح |

| \| 14 نوفمبر 2010 (الأحد) \| عدل \| تاريخ \| راقب \| تصفح \| |     |       |      |      |
| - قوات الأمن اللبنانية تعلن توقيف الداعية السلفي المتشدد عمر بكري في طرابلس وذلك بعد أن أصدر القضاء اللبناني حكمًا غيابيًا عليه بالسجن مدى الحياة بتهم الانتماء إلى تنظيم مسلح والدعوة إلى القتل والنيل من هيبة الدولة. (بي بي سي) - الحكومة الإسرائيلية تصادق على برنامج يسمح بدخول نحو ثمانية آلاف من يهود الفلاشا الأثيوبيين إلى إسرائيل خلال أربع سنوات. (بي بي سي) |     |       |      |      |
| 14 نوفمبر 2010 (الأحد) | عدل | تاريخ | راقب | تصفح |

| 14 نوفمبر 2010 (الأحد) | عدل | تاريخ | راقب | تصفح |

| \| 15 نوفمبر 2010 (الإثنين) \| عدل \| تاريخ \| راقب \| تصفح \| |     |       |      |      |
| - ملايين المسلمين يتجمعون في جبل عرفة مؤدين للركن الأكبر في الحج وذلك في يوم وقفة عرفة.-(سي إن إن) - بدء عملية تسجيل الناخبين لاستفتاء تقرير المصير في جنوب السودان، والنائب الأول لرئيس السودان رئيس حكومة الجنوب سيلفا كير يطالب بمراقبة دولية مكثفة لإجراءات التسجيل. (الجزيرة) |     |       |      |      |
| 15 نوفمبر 2010 (الإثنين) | عدل | تاريخ | راقب | تصفح |

| 15 نوفمبر 2010 (الإثنين) | عدل | تاريخ | راقب | تصفح |

| \| 16 نوفمبر 2010 (الثلاثاء) \| عدل \| تاريخ \| راقب \| تصفح \| |     |       |      |      |
| - الحجاج يتوافدون إلى منى لرمي جمرة العقبة الكبرى في أول أيام عيد الأضحى وذلك غداة ادائهم الركن الأعظم من مناسك الحج بالوقوف على صعيد عرفات. (بي بي سي) - وزير الدفاع الأمريكي روبرت غيتس (في الصورة) يقول إن توجيه ضربة عسكرية إلى إيران لن يمنعها من مواصلة برنامجها النووي وإن ذلك قد يدفعها أكثر إلى إخفاء انشطتها النووية. (بي بي سي) - الإعلان عن وفاة أقدم برلماني مصري القيادي بالحزب الوطني الحاكم كمال الشاذلي. (العربية) - الأسرة المالكة في المملكة المتحدة تعلن عن خطوبة الأمير ويليام نجل الأمير تشارلز أمير ويلز والثاني بالترتيب على العرش البريطاني من صديقته كيت ميدلتون. (رويترز) |     |       |      |      |
| 16 نوفمبر 2010 (الثلاثاء) | عدل | تاريخ | راقب | تصفح |

| 16 نوفمبر 2010 (الثلاثاء) | عدل | تاريخ | راقب | تصفح |

| \| 17 نوفمبر 2010 (الأربعاء) \| عدل \| تاريخ \| راقب \| تصفح \| |     |       |      |      |
| - الحكومة الإسرائيلية تقر خطة لسحب قواتها من الجزء الشمالي الذي تحتله من قرية الغجر المقسمة على الحدود مع لبنان. (العربية) - ملك السعودية عبد الله بن عبد العزيز آل سعود (في الصورة) يصدر أمرًا بتعيين نجله الأمير متعب وزير دولة وعضوًا في مجلس الوزراء ورئيسًا للحرس الوطني، ويعفي الأمير بدر بن عبد العزيز آل سعود من منصب نائب رئيس الحرس الوطني بناءً على طلبه. (العربية) - الحزب الوطني الديمقراطي الحاكم في مصر يرفض الدعوات الأمريكية المطالبة بمراقبين أجانب لمراقبة الانتخابات التشريعية المقرر إجراؤها في 28 نوفمبر. (بي بي سي) - مجموعة من ضباط الجيش في مدغشقر تعلن سيطرتها على الجزيرة وتقول أنها ستحل المؤسسات الحكومية وتشكل هيئة للحكم، وتدعو بقية أفراد الجيش إلى مساندتها، والرئيس أندري راجولينا يدين الانقلاب ويقول أنه لا يخشى التهديدات. (بي بي سي) |     |       |      |      |
| 17 نوفمبر 2010 (الأربعاء) | عدل | تاريخ | راقب | تصفح |

| 17 نوفمبر 2010 (الأربعاء) | عدل | تاريخ | راقب | تصفح |

| \| 20 نوفمبر 2010 (السبت) \| عدل \| تاريخ \| راقب \| تصفح \| |     |       |      |      |
| - قوات الأمن المصرية تفرق مسيرات انتخابية لبعض مرشحي المعارضة وجماعة الإخوان المسلمين في عدد من المحافظات، وحدوث مواجهات بين قوات الأمن ومناصري لمرشحي الإخوان أدت إلى إصابة عدد من الأشخاص، كما اعتقلت السلطات العشرات من أعضاء الجماعة. (الجزيرة) - أمين عام حلف شمال الأطلسي - الناتو أندرس فوغ راسموسن (في الصورة) يعلن عن موافقة قادة الحلف على استراتيجية للخروج من أفغانستان تهدف إلى نقل تدريجي للمسؤولية الأمنية إلى الجيش الأفغاني بحلول عام 2014 وذلك خلال قمتهم في العاصمة البرتغالية لشبونة. (العربية) - تبادل لإطلاق النار بين قوة عسكرية في مدغشقر ومجموعة من الضباط قاموا بمحاولة انقلابية على الرئيس أندري راجولينا قبل أيام إنتهى بالقبض على الانقلابيين بعد استسلامهم وبدون إراقة دماء. (بي بي سي) |     |       |      |      |
| 20 نوفمبر 2010 (السبت) | عدل | تاريخ | راقب | تصفح |

| 20 نوفمبر 2010 (السبت) | عدل | تاريخ | راقب | تصفح |

| \| 21 نوفمبر 2010 (الأحد) \| عدل \| تاريخ \| راقب \| تصفح \| |     |       |      |      |
| - رئيس السلطة الوطنية الفلسطينية محمود عباس (في الصورة) يعلن بأنه لن يقبل العرض الأمريكي لاسئتناف المفاوضات مع إسرائيل إذا لم يكن هناك وقف تام للاستيطان في كل الأراضي الفلسطينية بما فيها القدس. (بي بي سي) - الحركة الشعبية لتحرير السودان الحاكمة في جنوب السودان وحزب المؤتمر الوطني الحاكم في شماله يتبادلان الاتهامات بشأن ممارسة الترهيب بحق الجنوبيين المقيمين في الشمال. (بي بي سي) |     |       |      |      |
| 21 نوفمبر 2010 (الأحد) | عدل | تاريخ | راقب | تصفح |

| 21 نوفمبر 2010 (الأحد) | عدل | تاريخ | راقب | تصفح |

| \| 22 نوفمبر 2010 (الإثنين) \| عدل \| تاريخ \| راقب \| تصفح \| |     |       |      |      |
| - إسرائيل تعلن عن بدء عملية بناء جدار أمني على حدودها مع مصر لمنع تسلل المهاجرين الأفارقة. (بي بي سي) - السلطات المصرية توجه تهمًا رسمية بالإرهاب والتخريب لـ113 شخص على الأقل ينتمون لجماعة الإخوان المسلمين وذلك على خلفية أحداث الانتخابات التشريعية. (بي بي سي) - ملك الأردن عبد الله الثاني بن الحسين يعيد تكليف رئيس الوزراء سمير زيد الرفاعي (في الصورة) بتشكيل الحكومة الجديدة، ويدعو مجلس الأمة للإنعقاد في 28 نوفمبر. (العربية) - الرئيس اليمني علي عبد الله صالح يعلن افتتاح بطولة كأس الخليج لكرة القدم المقامة في مدينة عدن والتي تستضيفها اليمن للمرة الأولى. (العربية) |     |       |      |      |
| 22 نوفمبر 2010 (الإثنين) | عدل | تاريخ | راقب | تصفح |

| 22 نوفمبر 2010 (الإثنين) | عدل | تاريخ | راقب | تصفح |

| \| 23 نوفمبر 2010 (الثلاثاء) \| عدل \| تاريخ \| راقب \| تصفح \| |     |       |      |      |
| - الكنيست يقر مشروع قانون يلزم الحكومات الإسرائيلية بأن تطرح للاستفتاء الشعبي أي انسحاب تريد الإقدام عليه كجزء من اتفاق سلام من القدس الشرقية وهضبة الجولان المحتلين، والسلطة الوطنية الفلسطينية تعتبر هذا القانون بمثابة استهزاء بالقانون الدولي. (الجزيرة) - جيش كوريا الجنوبية يعلن أن كوريا الشمالية أطلقت أكثر من 200 قذيفة مدفعية على جزيرة تابعة للجنوب وإن القوات الجنوبية فتحت النار دفاعًا عن النفس، وتقارير تتحدث عن سقوط قتيل واحد على الأقل وإصابة عدد من الجنود والسكان المدنيين بعد أن أصابت بعض القذائف قاعدة عسكرية في الجزيرة. (بي بي سي) - رئيس الكتلة البرلمانية لنواب الإخوان المسلمين في مجلس النواب المصري المنتهية ولايته محمد سعد الكتاتني يتعرض لإعتداء من مجموعة مسلحة بآلات حادة بعد اتهامه الحكومة بالإنتهاء من تزوير الانتخابات البرلمانية التي ستجري في 28 نوفمبر. (بي بي سي) - رئيس وزراء إثيوبيا ملس زيناوي (في الصورة) يحذر مصر من أنها لا يمكن أن تكسب حربًا مع بلاده على مياه نهر النيل، ويتهمها بدعم جماعات متمردة في محاولة لزعزعة الاستقرار في بلاده. (رويترز) |     |       |      |      |
| 23 نوفمبر 2010 (الثلاثاء) | عدل | تاريخ | راقب | تصفح |

| 23 نوفمبر 2010 (الثلاثاء) | عدل | تاريخ | راقب | تصفح |

| \| 24 نوفمبر 2010 (الأربعاء) \| عدل \| تاريخ \| راقب \| تصفح \| |     |       |      |      |
| - مقتل 16 شخصًا على الأقل وإصابة 20 آخرين في إنفجار سيارة مفخخة في اليمن استهدف موكبًا للزيديين وهم في طريقهم للاحتفال بيوم غدير خم. (بي بي سي) - مقتل شخص وإصابة 45 آخرين في اشتباك بين مئات المتظاهرين المسيحيين وقوات مكافحة الشغب في مدينة الجيزة وذلك خلال احتجاجهم على أمر بوقف البناء في مبنى خدمات تابع لكنيسة بالمحافظة. (رويترز) - وزير الخارجية المصري أحمد أبو الغيط (في الصورة) يبدي دهشته للغة التي استخدمها رئيس وزراء إثيوبيا ملس زيناوي واتهامه لبلاده بأنها ستلجأ إلى العمل العسكري لحل الخلاف الخاص بمياه نهر النيل ويقول أن مصر لا تسعى لحرب ولن تكون هناك حرب، ويشدد على أن بلاده لا تريد مواجهة ولا تدعم متمردين إثيوبيين. (رويترز) - السلطات اللبنانية تطلق سراح الداعية السلفي المتشدد عمر بكري المحكوم عليه بالسجن المؤبد بكفالة وستعاد محاكمته بسبب غيابه عن جلسات الاستماع الأساسية، على إنه يتوجب عليه أن يحضر كل جلسات الاستماع المتعلقة بمحاكمته. (العربية) |     |       |      |      |
| 24 نوفمبر 2010 (الأربعاء) | عدل | تاريخ | راقب | تصفح |

| 24 نوفمبر 2010 (الأربعاء) | عدل | تاريخ | راقب | تصفح |

| \| 25 نوفمبر 2010 (الخميس) \| عدل \| تاريخ \| راقب \| تصفح \| |     |       |      |      |
| - الرئيس العراقي جلال طالباني يكلف رئيس الوزراء المنتهية ولايته نوري المالكي (في الصورة) رسميًا بتشكيل الحكومة الجديدة وذلك في حفل رسمي أقيم في مقر رئاسة الجمهورية. (العربية) - قوات من الجيش الإسرائيلي مصحوبة بجرافات تقوم بهدم مسجد ومنازل مبنية من الصفيح والطين في مدينة طوباس وذلك بحجة عدم وجود تراخيص للبناء وأن المنطقة غير صالحة للسكن كونها منطقة تدريب عسكري، بينما يقول السكان أن المسجد بني قبل الاحتلال الإسرائيلي للضفة الغربية عام 1967. (بي بي سي) - أمين عام الحزب الوطني الديمقراطي الحاكم رئيس مجلس الشورى المصري صفوت الشريف يقول إنه لن تجرى أي تعديلات على الدستور قبل انتخابات الرئاسة المقبلة المقرر إجراؤها في عام 2011. (رويترز) |     |       |      |      |
| 25 نوفمبر 2010 (الخميس) | عدل | تاريخ | راقب | تصفح |

| 25 نوفمبر 2010 (الخميس) | عدل | تاريخ | راقب | تصفح |

| \| 26 نوفمبر 2010 (الجمعة) \| عدل \| تاريخ \| راقب \| تصفح \| |     |       |      |      |
| - السعودية تعلن القبض على 19 خلية إرهابية ينتمي أعضائها إلى 25 جنسية مختلفة خططت لاغتيال مسؤوليين وإعلاميين ورجال أمن. (العربية) - محكمة نيجيرية توجه الاتهام رسميًا لإيراني عضو في الحرس الثوري الإيراني وثلاثة نيجيريين بتهريب السلاح بعد شحنة الأسلحة التي كانت قد صادرتها في ميناء لاغوس الشهر الماضي. (العربية) |     |       |      |      |
| 26 نوفمبر 2010 (الجمعة) | عدل | تاريخ | راقب | تصفح |

| 26 نوفمبر 2010 (الجمعة) | عدل | تاريخ | راقب | تصفح |

| \| 27 نوفمبر 2010 (السبت) \| عدل \| تاريخ \| راقب \| تصفح \| |     |       |      |      |
| - العراق يعلن عن اعتقال أخطر مجموعة إرهابية في بغداد اعترفت بالمسؤولية عن الهجوم على كنيسة سيدة النجاة والذي أسفر عن سقوط أكثر من 50 قتيلًا. (بي بي سي) - اختتام الحملات الانتخابية لمرشحي مجلس الشعب في مصر والتي ستجرى الجولة الأولى منها يوم الأحد 28 نوفمبر. (بي بي سي) - البرلمان الصومالي يقر تشكيل الحكومة الجديدة التي شكلها رئيس الوزراء محمد عبد الله محمد. (رويترز) |     |       |      |      |
| 27 نوفمبر 2010 (السبت) | عدل | تاريخ | راقب | تصفح |

| 27 نوفمبر 2010 (السبت) | عدل | تاريخ | راقب | تصفح |

| \| 28 نوفمبر 2010 (الأحد) \| عدل \| تاريخ \| راقب \| تصفح \| |     |       |      |      |
| - إنتهاء عملية الاقتراع في الانتخابات البرلمانية المصرية التي شهدت مواجهات بين أنصار المرشحين، وبروز ظاهرة العنف منذ اللحظات الأولى لبدأ العملية الانتخابية. (بي بي سي) - بدء المناورات العسكرية المشتركة بين كوريا الجنوبية والولايات المتحدة في البحر الأصفر وسط تهديد من كوريا الشمالية بأنها ستقوم بشن هجمات عسكرية جديدة إذا تم انتهاك مياهها الإقليمية، والصين تقول إنه يجب بذل جهود لتخفيف حدة التوتر في شبه الجزيرة الكورية. (الجزيرة) - بدء التصويت بالجولة الثانية من انتخابات الرئاسة في كوت ديفوار والتي يتنافس فيها الرئيس المنتهية ولايته لوران غباغبو ورئيس الوزراء السابق الحسن واتارا. (الجزيرة) - تحطم طائرة شحن باكستانية بعد دقائق من إقلاعها من كراتشي مما أسفر عن مصرع طاقمها البالغ ثمانية أشخاص. (الجزيرة) |     |       |      |      |
| 28 نوفمبر 2010 (الأحد) | عدل | تاريخ | راقب | تصفح |

| 28 نوفمبر 2010 (الأحد) | عدل | تاريخ | راقب | تصفح |

| \| 29 نوفمبر 2010 (الإثنين) \| عدل \| تاريخ \| راقب \| تصفح \| |     |       |      |      |
| - مقتل عالم نووي إيراني وإصابة آخر بتفجير سيارتيهما في حادثين منفصلين، واتهام إسرائيل بالوقوف وراء العمليتين. (بي بي سي) - جماعة الإخوان المسلمين في مصر تعلن أنها منيت بخسارة كبيرة في انتخابات مجلس الشعب التي خاضتها بتقديم 130 مرشحًا، وإن عددًا قليلًا منهم سيخوض جولة الإعادة في 5 ديسمبر، وتواصل احتجاجات أنصار الجماعة طوال ليلة الأحد وصباح الاثنين مع تواصل عملية فرز الأصوات. (بي بي سي) - السودان يقرر مقاطعة القمة الأفريقية - الأوروبية المنعقدة في ليبيا احتجاجًا على الضغط الأوروبي ضد حضور الرئيس السوداني عمر البشير لها. (بي بي سي) - أمين عام حزب الله حسن نصر الله يطالب بحل الأزمة اللبنانية قبل إصدار أي قرار اتهام من المحكمة الدولية الخاصة بقضية اغتيال رئيس الوزراء السابق رفيق الحريري، ويقول إن المساعي السعودية - السورية لحل الأزمة هي مساعي جدية ومتقدمة، وإن الحزب يدعم أي جهود إضافية سواء كانت تركية أو قطرية أو إيرانية. (بي بي سي) |     |       |      |      |
| 29 نوفمبر 2010 (الإثنين) | عدل | تاريخ | راقب | تصفح |

| 29 نوفمبر 2010 (الإثنين) | عدل | تاريخ | راقب | تصفح |

| \| 30 نوفمبر 2010 (الثلاثاء) \| عدل \| تاريخ \| راقب \| تصفح \| |     |       |      |      |
| - المتحدث الرسمي باسم اللجنة العليا للانتخابات في مصر يعلن أن نسبة التصويت في الجولة الأولى من الانتخابات النيابية التي جرت في 28 نوفمبر قد بلغت 35% من مجموع الناخبين، ويؤكد إلغاء النتائج في دائرة بيلا في محافظة كفر الشيخ وإبطال الأصوات في 1053 صندوقًا على مستوى الجمهورية، والحزب الوطني الحاكم يعلن على موقعه الإلكتروني فوزه بما مجموعه 160 مقعدًا في الجولة الأولى، بينما من جانب المعارضة لم يفز سوى 6 مرشحين واحد عن كل من أحزاب الغد والتجمع والعدالة وثلاثة عن حزب الوفد الجديد. (بي بي سي) - رئيس السلطة الوطنية الفلسطينية محمود عباس ينفي أن يكون قد تسلم أي رد من الإدارة الأمريكية حول مساعيها مع الحكومة الإسرائيلية للتوصل إلى اتفاق يوقف بشكل كامل النشاطات الاستيطانية بما فيها تلك التي تستمر في مدينة القدس. (بي بي سي) - المرشد العام لجماعة الإخوان المسلمون المحظورة في مصر محمد بديع يتهم الحكومة المصرية بتزوير الانتخابات، ويصف النظام الحاكم بأنه فاقد للأهلية. (بي بي سي) - منظمة الشفافية الدولية تدعو الاتحاد الدولي لكرة القدم - الفيفا لتأجيل التصويت على اختيار البلدين المضيفين لنهائيات كأس العالم لعامي 2018 و2022 والذي من المقرر أن يجري يوم الخميس 2 ديسمبر وذلك بعد نشر وسائل إعلام بريطانية وسويسرية مزاعم عن فساد بين ثلاثة من أعضاء اللجنة التنفيذية للفيفا. (الجزيرة) |     |       |      |      |
| 30 نوفمبر 2010 (الثلاثاء) | عدل | تاريخ | راقب | تصفح |

| 30 نوفمبر 2010 (الثلاثاء) | عدل | تاريخ | راقب | تصفح |